# Hypomecis detractaria
Hypomecis detractaria är en fjärilsart som beskrevs av Walker 1860. Hypomecis detractaria ingår i släktet Hypomecis och familjen mätare. Inga underarter finns listade i Catalogue of Life.